# Denis Zanko
Denis Zanko (Vannes, 13 aprile 1964) è un allenatore di calcio ed ex calciatore francese, di ruolo centrocampista.

## Carriera

### Giocatore
Nato a Vannes, Zanko ha iniziato la sua carriera da giocatore nel 1980 nelle giovanili del Laval. Ha giocato la sua prima partita in un campionato professionistico quattro anni dopo, terminando la stagione con 2 gol in 27 durante la stagione 1984-85. Nell'estate del 1985, Zanko è entrato a far parte del Racing Paris, dove ha collezionato 26 presenze in prima squadra, contribuendo alla vittoria del Gruppo B della Division 2. Nell'estate di quell'anno cambiò di nuovo club, firmando per il Tours. Zanko ha trascorso due stagioni con questo club, durante il quale ha giocato 58 partite di campionato.
Nel 1988, Zanko si è trasferito nel Gruppo A del medesimo campionato nel Dunkerque. Ha collezionato 37 presenze in campionato e in coppa nella sua prima stagione al club, e ha segnato il suo primo gol nella vittoria per 3-1 in trasferta contro il Le Mans del 22 aprile 1989. Zanko ha trascorso altri due anni con la squadra, giocando in altre 53 partite di campionato. Si è trasferito nella Divisione 3 vestendo i colori del Valencia, e ha segnato una volta in 30 presenze. Con essa ha ottenuto la promozione alla Divisione 2 alla fine della stagione 1991-92. La stagione seguente, ha giocato 28 partite, segnando ancora una volta, quando la squadra ha concluso al quinto posto nel proprio gruppo per assicurarsi il posto nella nuova Ligue 2. Lá Zanko ha giocato altre due stagioni, per un totale di 108 presenze e 2 gol. Ritirandosi nel 1995.

### Allenatore
Dopo il suo ritiro dal gioco nel 1995, Zanko si è unito allo staff tecnico del Valencia. Ha trascorso quattro anni come allenatore, prima di essere nominato direttore nel 1999 in seguito alla partenza di Bruno Metsu. Nel mentre, la squadra è arrivata al secondo posto nella divisione dopo aver vinto solo 6 delle 38 partite e successivamente è stata retrocessa alla Championnat National. Zanko ha lasciato il Valencia alla fine della stagione 1999-2000. Ha poi trascorso un anno fuori dal mondo del calcio prima di diventare allenatore del Laval, dove aveva iniziato la sua carriera da giocatore, nel 2001. Zanko ha passato sette stagioni in questo club, prima di essere ingaggiato come allenatore della squadra giovanile del Le Mans nel giugno 2008.
Zanko è diventato l’allenatore del Le Mans B, che nel 2009 ha giocato nell'amatore Championnat de France. Ha guidato la squadra ai successivi campionati nel 2009-10 e 2010-11. Nel dicembre 2011, in seguito alla partenza di Arnaud Cormier, Zanko è stato nominato allenatore della prima squadra del Le Mans.
Il 28 giugno 2017, Zanko è stato presentato come nuovo allenatore della squadra di riserva del Tolosa, in questa esperienza che dura tutt’ora, ha avuto un litigio con Zinédine Machach.